# 登盖莱区

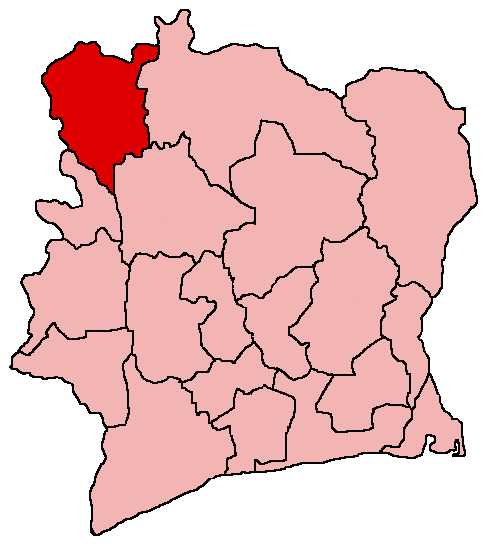
登盖莱区

登盖莱区（法語：Région du Denguélé）是1997至2011年间科特迪瓦19个一级行政区之一，首府奧迭内（Odienné）该区与几内亚、马里共和国接壤。
区有1个省(département), 奥迭内省 (Département de l'Odienné).
9°30′N 7°25′W / 9.5°N 7.42°W